# Blink
Blink es un motor de renderizado desarrollado por Google, anunciado en abril de 2013, a partir de una bifurcación del proyecto WebKit. Es utilizado por varios navegadores: Chromium, Chrome, Opera, Brave, Vivaldi, Maxthon y Microsoft Edge (desde 2020).

## Descripción
A partir de las versiones 16 y 28 de Opera y Chrome (respectivamente) se comienza a utilizar el nuevo motor de renderizado Blink, con mejoras de velocidad al cargar contenido DOM un 90% más rápido, y reduce el tiempo máximo de parada por un 90%. Nuevas notificaciones enriquecidas con imágenes, listado de texto y respuesta directa, para aplicaciones web y extensiones, por el momento solo para Windows y Chrome OS. Chrome para Android y iOS trae consigo una nueva API Fullscreen para que los sitios puedan esconder la barra superior, además de una barra de traducción para sitios que no estén en la misma lengua del sistema operativo, modo pantalla completa en tabletas (esconde la barra de herramientas), nuevo gráfico para ver el uso de datos, página de errores rediseñada y en teléfonos se agregó un botón "+" para crear nuevas pestañas

## Historia
Blink es una bifurcación del componente WebCore de WebKit, que originalmente era una bifurcación de las bibliotecas KHTML y KJS de KDE.
Se usa en Chrome a partir de la versión 28, Microsoft Edge a partir de la versión 79, Opera (15+), Vivaldi, Brave, Amazon Silk y otros navegadores y marcos basados en Chromium.[cita requerida]
Gran parte del código de WebCore se utilizó para funciones que Google Chrome implementó de manera diferente, como el Sandboxing y el modelo multiproceso. Estas piezas se modificaron para la horquilla Blink y, aunque eran un poco más voluminosas, permitieron una mayor flexibilidad para agregar nuevas funciones. La bifurcación también desaprueba los prefijos de proveedores de CSS; los prefijos existentes se eliminarán gradualmente y, en su lugar, se habilitarán nuevas funciones experimentales de forma voluntaria. Aparte de estos cambios planificados, Blink inicialmente se mantuvo relativamente similar a WebCore.
Según el recuento de confirmaciones, Google fue el mayor contribuyente al código base de WebKit desde finales de 2009 hasta 2013, cuando comenzaron a trabajar en su bifurcación, Blink..